# Minczaki
Minczaki (biał. Мінчакі; ros. Минчаки) – wieś na Białorusi, w obwodzie mińskim, w rejonie miadzielskim, w sielsowiecie Miadzioł.
Nazwa dawniej używana – Mińczaki.

## Historia
W czasach zaborów ówczesna wieś w granicach Imperium Rosyjskiego.
W dwudziestoleciu międzywojennym zaścianek leżał w Polsce, w województwie wileńskim, w powiecie duniłowickim (od 1926 postawskim), w gminie Miadzioł.
Według Powszechnego Spisu Ludności z 1921 roku zamieszkiwało tu 25 osób, 21 było wyznania rzymskokatolickiego a 4 mahometańskiego. Jednocześnie 21 mieszkańców zadeklarowało polską a 4 tatarską przynależność narodową. Było tu 5 budynków mieszkalnych. W 1931 w 10 domach zamieszkiwało 47 osób.
Wierni należeli do parafii rzymskokatolickiej i prawosławnej w m. Miadzioł. Miejscowość podlegała pod Sąd Grodzki w Miadziole i Okręgowy w Wilnie; właściwy urząd pocztowy mieścił się w Miadziole.
Po agresji ZSRR na Polskę w 1939 roku wieś znalazła się w granicach BSRR. W latach 1941–1944 była pod okupacją niemiecką. Następnie leżała w BSRR. Od 1991 roku w Republice Białorusi.